# 알라파옙스크

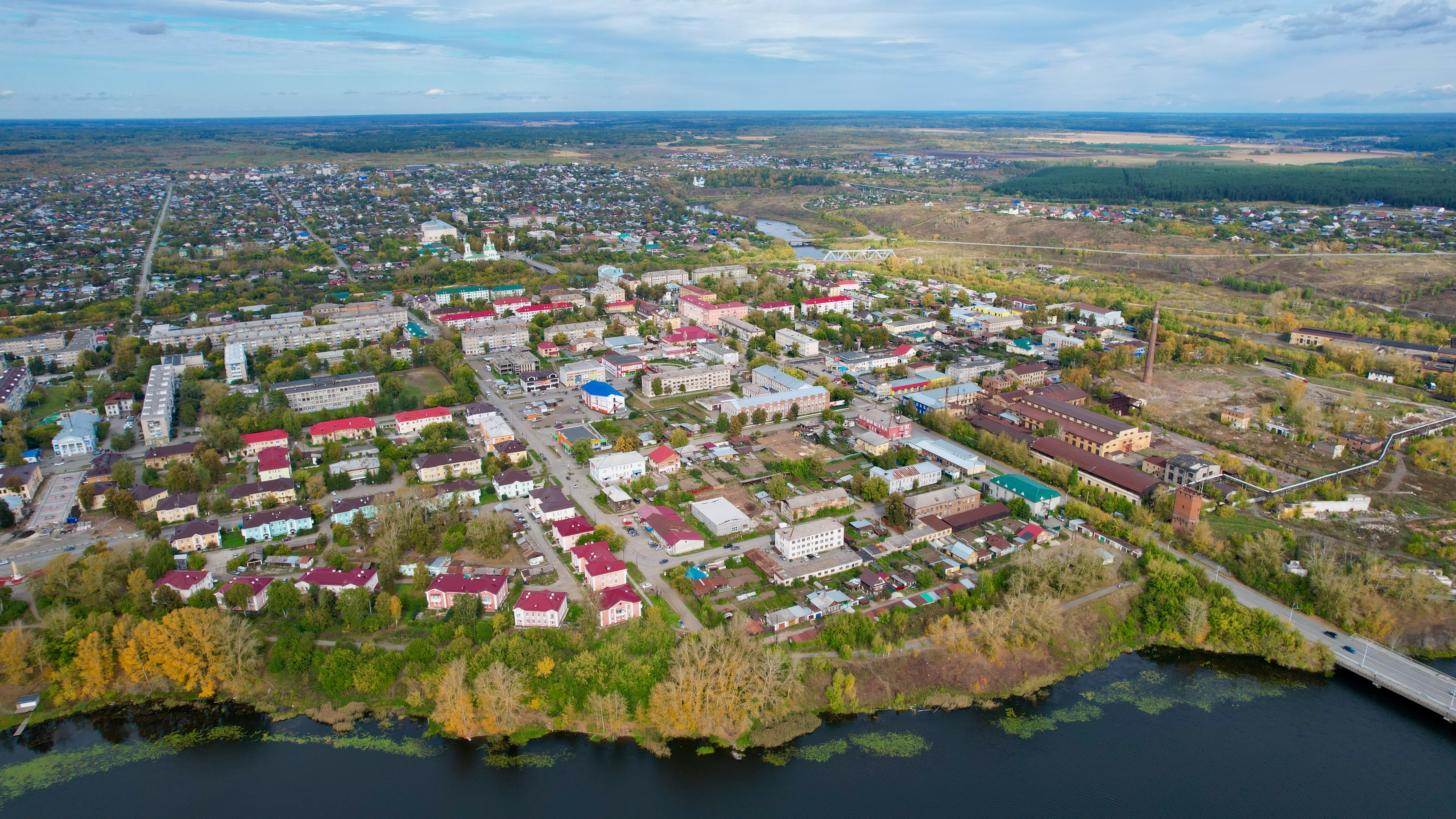

알라파옙스크(러시아어: Алапа́евск)는 러시아 스베르들롭스크주에 위치한 도시로, 네이바강(Нейва)과 알라파이하강(Алапаиха)의 합류점에 자리잡고 있다. 알라파옙스키군의 행정 중심지이나 행정 구역상 군에 속하지는 않는다. 인구는 2010년 기준 38,192명.
1918년 7월 18일 니콜라스 2세와 일가족이 예카테린부르크에서 총살당한 다음 날 로마노프가의 다른 구성원들과 수녀 1명과 부하들이 우랄 소비에트의 명령에 따라 현지 볼셰비키에 의해 이곳 알라파옙스크의 광산에서 잔혹하게 처형당했다. 그 시신은 러시아 백군에 의해 회수되어 해외 교회로 옮겨졌다. 엘리자베트 폰 헤센다름슈타트 대공녀를 비롯한 이들은 1992년 러시아 정교회에서 알라파옙스크의 순교자들로서 시성되었다.